# Грепо I (Сијена)
Грепо I је насеље у Италији у округу Сијена, региону Тоскана.
Према процени из 2011. у насељу је живело 17 становника. Насеље се налази на надморској висини од 279 м.